# Józef Badowski
Józef Badowski herbu Poraj – komornik ziemski sochaczewski, sędzia ziemiański sochaczewski w 1792 roku, konsyliarz województwa rawskiego w konfederacji targowickiej w 1792 roku.